# Departamento de Fako
Fako es un departamento de la región Sudoeste de Camerún. En noviembre de 2005 tenía una población censada de 466 412 habitantes.
Está formado por los siguientes municipios:
- Buea 131,325
- Limbé I 93,255
- Limbé II 16,401
- Limbé III 8,554
- Muyuka 86,268
- Tiko 117,884
- West Coast 12,725